# Saguenéens de Chicoutimi
Pour les articles homonymes, voir Saguenéens de Chicoutimi (homonymie).
Les Saguenéens de Chicoutimi sont un club de hockey sur glace de la Ligue de hockey junior Maritimes Québec (LHJMQ) depuis 1973 et sont la propriété de la Ville de Saguenay. C'est l'une des plus vieilles équipes de la ligue. Le nom du club fut choisi en l'honneur de l'équipe du même nom qui évolua au début du XXe siècle et dont le gardien fut Georges Vézina en 1909. Basée à Chicoutimi au Saguenay-Lac-Saint-Jean, l'équipe évolue au Centre Georges-Vézina.
En 2005, les Saguenéens de Chicoutimi ont été nommés la meilleure franchise de la Ligue canadienne de hockey.

## Historique

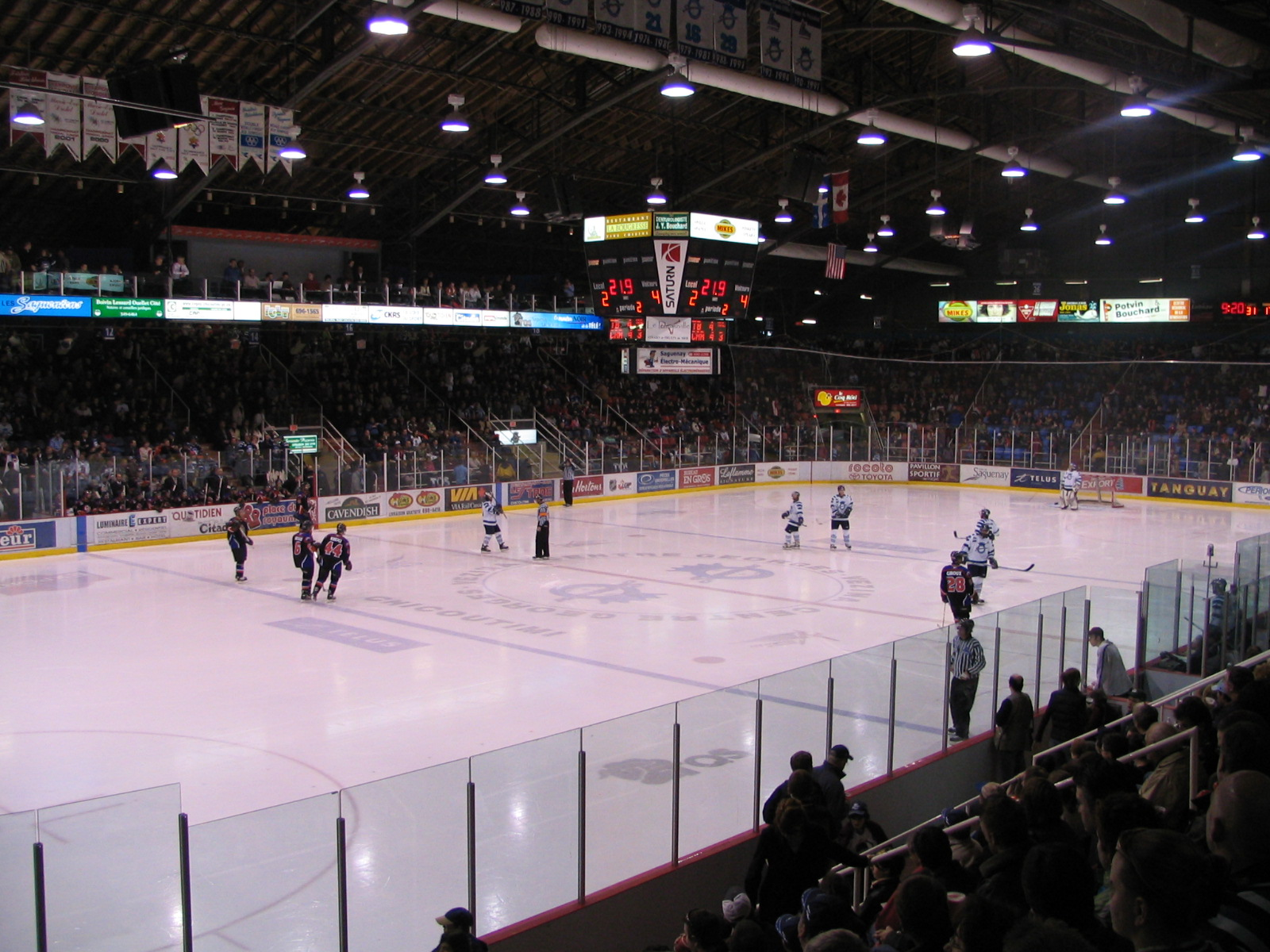
À l'intérieur du Centre Georges-Vézina, domicile des Saguenéens.

C’est en 1972 qu’un groupe souhaite doter Chicoutimi d’une équipe dans la LHJMQ. Ses actionnaires (Gilles Tremblay, Gaston Sénéchal, Jean-Marc Caron, Jean-Marc Lavoie, Gervais Lepage, Roland Hébert, Denis Cantin, Jacques Gagnon, Georges Quenneville, Jules Bouchard et Dan Walker) savaient que le défi était énorme, mais que le jeu en valait la chandelle. Après de nombreuses discussions, on accorda une franchise à la ville de Georges Vézina ; les Saguenéens étaient nés. On décida de leur donner le même nom que la franchise de la défunte ligue senior. La même année, les Festivals de Hull (aujourd’hui les Olympiques) commençaient leurs activités.
Le 30 septembre 1973, les Sags disputèrent la première rencontre de leur histoire face au Junior de Montréal, une défaite de 7-2 devant une foule de plus de 6000 spectateurs. Le premier but de l’histoire de l’équipe fut marqué par Marc Desforges.

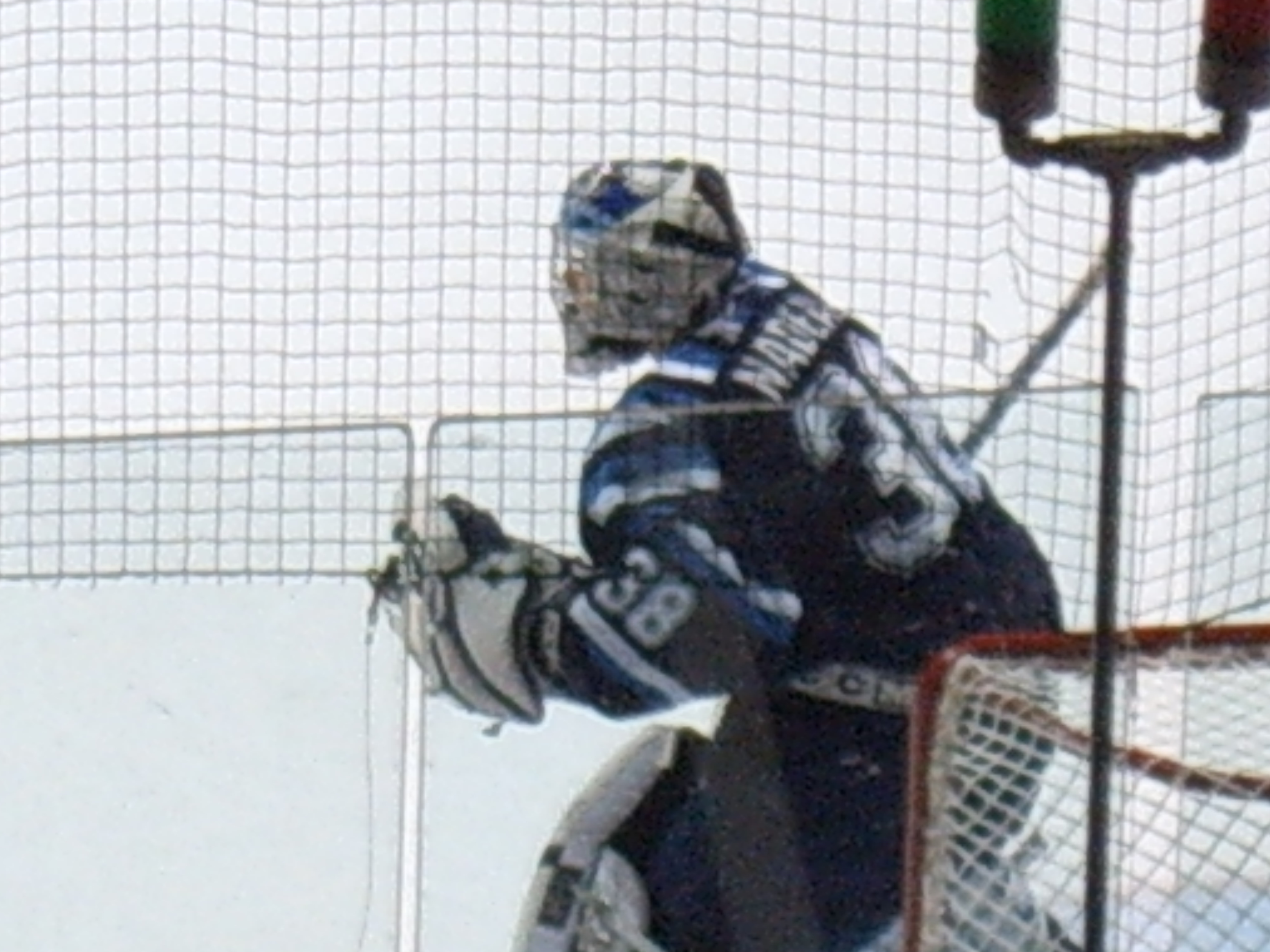
Bobby Nadeau défendant le filet des Saguenéens lors d'un match au Colisée Pepsi contre leurs grands rivaux, les Remparts de Québec, en 2006.

La concession a changé de main à quelques reprises au fil des ans. Au milieu des années 1980, la ville de Chicoutimi contrôle en quelque sorte la franchise, mais décide de s’en départir. À l’aube de la saison 1988-89, les Sags deviennent la propriété de la Corporation de développement économique de Chicoutimi. Deux ans plus tard, l’équipe est vendue à Cegerco, Multisoda et Autocar Jasmin. La concession est encore vendue le 28 mai 1993 et tombe entre les mains de Yvon Bouchard, Benoit Boulianne et Marc Tremblay. Ce dernier passera à un cheveu de mettre l’équipe hors du Saguenay.
Le 28 décembre 1998, le propriétaire Marc Tremblay échange Marc Bouchard, Ramzi Abid et Mathieu Benoit ainsi que deux autres joueurs contre des joueurs au statut encore en devenir. Cet échange sera le point de départ de trois années de misère, où les menaces de déménagement se font entendre. Afin d'éviter le départ de l'équipe à l'extérieur de la région, la Ville de Chicoutimi s'en porte acquéreur par l'entremise de la Corporation économique de Chicoutimi, la CEDEC, et demande à Gaston Vachon, alors président des journaux Le Quotidien et Progrès-Dimanche, d'en assumer la présidence (pendant deux années) afin de relancer l'équipe pour ainsi la conserver dans la région du Saguenay-Lac-St-Jean. Par la suite, un groupe (Gestion Sport-Sags Inc.) mené par Guy Carbonneau devient gestionnaire de l'équipe en 2000 après que la ville de Chicoutimi ait exercé son droit de premier refus pour devenir officiellement propriétaire de l'équipe.
Depuis, la concession a retrouvé le succès d'antan aux guichets. En 2003, l'arrivée d'un nouvel entraîneur natif de la région en Richard Martel suscite un intérêt grandissant. La rivalité avec les Remparts de Québec y est également pour beaucoup et les amateurs de hockey du Saguenay-Lac-Saint-Jean se réapproprie leur équipe. Les Saguenéens profiteront d'ailleurs de cet intérêt grandissant pour être candidats à l'obtention du tournoi de la coupe Memorial en 2009, sans succès toutefois.
En décembre 2011, la ville de Saguenay propriétaire de l'équipe, décide d'aller en appel d'offres pour déterminer les personnes intéressés à assurer la gestion des Saguenéens de Chicoutimi. Depuis près de 10 ans, le groupe de Guy Carbonneau dirige le club. Le contrat de gestion actuel se termine le 30 juin 2012. L'appel de candidatures pour la gestion de la franchise est publié le 18 mai 2012 dans le journal Le Quotidien. Le 12 juin 2012, le journal Le Quotidien dévoile que cinq groupes d'intéressés ont complété la première étape du processus de sélection en déposant une garantie financière de 200 000 $. Deux jours plus tard, le même journal titrait que tous les groupes qui avaient démontré leur intérêt pour la gestion des Saguenéens passent à l'étape suivante en raison de la conformité de leur dossier.
Le 27 juin 2012, le journal Le Quotidien mentionne que le groupe de gestionnaires composé de Pierre-Marc Bouchard, Laval Ménard, Martin Lavoie et Alain Deschênes aurait déposé la meilleure offre. D'autre part, le même journal écrivait que le prochain gouverneur des Saguenéens de Chicoutimi sera nommé par la ville de Saguenay et que de nouvelles charges établies par la municipalité entraîneront des frais supplémentaires aux nouveaux gestionnaires.
Le 28 juin 2012, à la suite d'une réunion du comité exécutif, la ville de Saguenay octroyait le contrat de gestion des Saguenéens de Chicoutimi pour les sept prochaines années au groupe composé de Laval Ménard, Pierre-Marc Bouchard, Martin Lavoie et Alain Deschênes. Ces derniers avaient soumis la meilleure offre parmi les cinq groupes d'intéressés.
Le 4 juillet 2012, la ville de Saguenay entérinait la nomination de Phil Desgagné à titre de nouveau gouverneur des Saguenéens de Chicoutimi et siégera au Bureau des gouverneurs de la Ligue de hockey junior Majeur du Québec.
Le 12 août 2012, débutait le 40e camp d'entraînement de l'histoire des Saguenéens de Chicoutimi en présence du nouveau président de l'équipe Pierre-Marc Bouchard. Un nouveau slogan a été adopté par l'équipe ; Je suis Sags.
Le 21 août 2012, le commissaire de la LHJMQ Gilles Courteau, en visite à Saguenay, mentionnait lors d'une conférence de presse en présence du maire Jean Tremblay que : « Le travail de la ville de Saguenay dans le dossier d'appel d'offres pour la gestion des Saguenéens de Chicoutimi a été remarquable ».
Au mois de décembre 2014, deux actionnaires quittent le groupe soit Martin Lavoie et Laval Ménard, il ne reste alors que M. Pierre-Marc Bouchard et Alain Deschênes faisant partie du groupe de gestion.
Le 2 novembre 2015, la ville de Saguenay annonce que de nouveaux gestionnaires seront à la barre du club de hockey; un groupe formé de Richard Létourneau, Jean-François Abraham et Marc Denis vont assurer la relève comme mandataires pour terminer la saison. Richard Létourneau devient le nouveau président de la formation, Marc Denis est le vice-président aux opérations hockey et jean-François Abraham est le vice-président administration.
Lors de la saison 2022-2023, les Saguenéens de Chicoutimi ont fêté leur 50e anniversaire. L'organisation a célébré ce fait d'armes en créant un logo temporaire, un livre commémorant le demi-siècle ainsi qu'une murale décorative au Centre Georges-Vézina. Durant cette campagne, le chandail #33 de Marc Denis a été retiré.

## Logos successifs

Logo de 1973 à 1978
Logo de 1978 à 1982
Logo de 1982 à 1998
Logo depuis 1998

## Statistiques
| Saison    | PJ | V  | D  | N  | DP | DTB | % V  | BP  | BC  | Pts | Classement                     | Séries éliminatoires       |
| --------- | -- | -- | -- | -- | -- | --- | ---- | --- | --- | --- | ------------------------------ | -------------------------- |
| 1974-1975 | 72 | 24 | 42 | 6  | -  | -   | 37,5 | 315 | 420 | 54  | 3e de la division Est          | Éliminés au 3e tour        |
| 1975-1976 | 72 | 29 | 31 | 12 | -  | -   | 48,6 | 353 | 372 | 70  | 3e de la division Est          | Éliminés au 2e tour        |
| 1976-1977 | 72 | 42 | 24 | 6  | -  | -   | 62,5 | 393 | 357 | 90  | 2e de la division Frank-Dilio  | Éliminés au 2e tour        |
| 1977-1978 | 72 | 16 | 45 | 11 | -  | -   | 29,9 | 335 | 458 | 43  | 4e de la division Frank-Dilio  | Non qualifiés              |
| 1978-1979 | 72 | 26 | 36 | 10 | -  | -   | 43,1 | 337 | 346 | 62  | 4e de la division Frank-Dilio  | Éliminés au 2e tour        |
| 1979-1980 | 72 | 42 | 27 | 3  | -  | -   | 60,4 | 442 | 347 | 87  | 2e de la division Frank-Dilio  | Éliminés au 3e tour        |
| 1980-1981 | 72 | 41 | 30 | 1  | -  | -   | 57,6 | 389 | 364 | 83  | 2e de la division Frank-Dilio  | Éliminés au 3e tour        |
| 1981-1982 | 64 | 31 | 31 | 2  | -  | -   | 50   | 296 | 310 | 64  | 6e de la LHJMQ                 | Éliminés au 3e tour        |
| 1982-1983 | 70 | 37 | 32 | 1  | -  | -   | 53,6 | 397 | 388 | 75  | 2e de la division Frank-Dilio  | Éliminés au 2e tour        |
| 1983-1984 | 70 | 30 | 38 | 2  | -  | -   | 44,3 | 303 | 382 | 62  | 4e de la division Frank-Dilio  | Non qualifiés              |
| 1984-1985 | 68 | 41 | 23 | 4  | -  | -   | 63,2 | 334 | 288 | 89  | 2e de la division Frank-Dilio  | Finalistes                 |
| 1985-1986 | 72 | 34 | 34 | 4  | -  | -   | 50   | 393 | 351 | 72  | 3e de la division Frank-Dilio  | Éliminés au 2e tour        |
| 1986-1987 | 70 | 37 | 28 | 5  | -  | -   | 56,4 | 411 | 353 | 79  | 3e de la division Frank-Dilio  | Finalistes                 |
| 1987-1988 | 70 | 38 | 31 | 1  | -  | -   | 55   | 352 | 318 | 77  | 1er de la division Frank-Dilio | Éliminés au 2e tour        |
| 1988-1989 | 70 | 32 | 37 | 1  | -  | -   | 46,4 | 335 | 348 | 65  | 9e de la LHJMQ                 | Non qualifiés              |
| 1989-1990 | 70 | 34 | 33 | 3  | -  | -   | 50,7 | 280 | 297 | 71  | 8e de la LHJMQ                 | Éliminés au 2e tour        |
| 1990-1991 | 70 | 43 | 21 | 6  | -  | -   | 65,7 | 299 | 223 | 92  | 1er de la division Frank-Dilio | Champions                  |
| 1991-1992 | 70 | 31 | 33 | 6  | -  | -   | 48,6 | 279 | 304 | 68  | 3e de la division Frank-Dilio  | Éliminés au 2e tour        |
| 1992-1993 | 70 | 38 | 29 | 3  | -  | -   | 56,4 | 342 | 321 | 79  | 3e de la division Frank-Dilio  | Éliminés au 2e tour        |
| 1993-1994 | 72 | 43 | 24 | 5  | -  | -   | 63,2 | 340 | 254 | 91  | 1er de la division Frank-Dilio | Champions                  |
| 1994-1995 | 72 | 38 | 29 | 5  | -  | -   | 56,3 | 290 | 269 | 81  | 3e de la division Frank-Dilio  | Éliminés au 1er tour       |
| 1995-1996 | 70 | 35 | 29 | 6  | -  | -   | 52,8 | 274 | 242 | 76  | 2e de la division Frank-Dilio  | Éliminés au 3e tour        |
| 1996-1997 | 70 | 37 | 30 | 3  | -  | -   | 53,5 | 271 | 222 | 77  | 4e de la division Frank-Dilio  | Finalistes                 |
| 1997-1998 | 70 | 36 | 33 | 1  | -  | -   | 52,1 | 272 | 285 | 73  | 3e de la division Frank-Dilio  | Éliminés au 1er tour       |
| 1998-1999 | 70 | 20 | 48 | 2  | -  | -   | 30   | 200 | 344 | 42  | 8e de la division Frank-Dilio  | Non qualifiés              |
| 1999-2000 | 72 | 22 | 44 | 3  | 3  | -   | 34,7 | 226 | 320 | 50  | 4e de la division Est          | Non qualifiés              |
| 2000-2001 | 72 | 22 | 39 | 10 | 1  | -   | 38,2 | 242 | 313 | 55  | 3e de la division Est          | Éliminés au 1er tour       |
| 2001-2002 | 72 | 40 | 27 | 1  | 4  | -   | 59   | 278 | 269 | 85  | 1er de la division Est         | Éliminés au 1er tour       |
| 2002-2003 | 72 | 28 | 40 | 1  | 3  | -   | 41,7 | 239 | 292 | 60  | 3e de la division Est          | Éliminés au 1er tour       |
| 2003-2004 | 70 | 32 | 27 | 7  | 4  | -   | 52,1 | 218 | 220 | 75  | 2e de la division Est          | Éliminés au 3e tour        |
| 2004-2005 | 70 | 38 | 19 | 6  | 7  | -   | 63,6 | 264 | 217 | 89  | 2e de la division Est          | Éliminés au 3e tour        |
| 2005-2006 | 70 | 51 | 15 | -  | 2  | 2   | 75,7 | 321 | 185 | 106 | 1er de la division Ouest       | Éliminés au 2e tour        |
| 2006-2007 | 70 | 34 | 28 | -  | 7  | 1   | 54,3 | 235 | 236 | 76  | 8e de la division Telus        | Éliminés au 1er tour       |
| 2007-2008 | 70 | 37 | 25 | -  | 2  | 6   | 58,6 | 235 | 203 | 82  | 4e de la division Telus        | Éliminés au 1er tour       |
| 2008-2009 | 68 | 24 | 32 | -  | 4  | 8   | 44,1 | 215 | 256 | 60  | 3e de la division Telus Est    | Éliminés au 1er tour       |
| 2009-2010 | 68 | 26 | 33 | -  | 4  | 5   | 45,6 | 186 | 257 | 61  | 3e de la division Telus Est    | Éliminés au 1er tour       |
| 2010-2011 | 68 | 27 | 29 | -  | 5  | 7   | 48,5 | 197 | 220 | 66  | 5e de la division Telus Est    | Éliminés au 1er tour       |
| 2011-2012 | 68 | 35 | 24 | -  | 3  | 6   | 58,1 | 235 | 232 | 79  | 5e de la division Telus Est    | Éliminés au 3e tour        |
| 2012-2013 | 68 | 30 | 31 | -  | 2  | 5   | 49,3 | 198 | 225 | 67  | 5e de la division Telus Est    | Éliminés au 1er tour       |
| 2013-2014 | 68 | 27 | 40 | -  | 1  | 0   | 40,4 | 183 | 254 | 55  | 5e de la division Telus Est    | Éliminés au 1er tour       |
| 2014-2015 | 68 | 29 | 32 | -  | 4  | 3   | 47,8 | 203 | 238 | 65  | 5e de la division Telus Est    | Éliminés au 1er tour       |
| 2015-2016 | 68 | 32 | 25 | -  | 5  | 6   | 40,4 | 223 | 217 | 75  | 3e de la division Est          | Éliminés au 1er tour       |
| 2016-2017 | 68 | 38 | 25 | -  | 3  | 2   | 59,6 | 206 | 205 | 81  | 2e de la division Est          | Éliminés au 3e tour        |
| 2017-2018 | 68 | 28 | 35 | -  | 4  | 1   | 44,9 | 200 | 233 | 61  | 5e de la division Est          | Éliminés au 1er tour       |
| 2018-2019 | 68 | 39 | 22 | -  | 3  | 4   | 62,5 | 218 | 205 | 85  | 3e de la division Est          | Éliminés au 1er tour       |
| 2019-2020 | 63 | 45 | 12 | -  | 5  | 1   | 76,2 | 256 | 182 | 96  | 1er dans la division Est       | Séries annulées (Covid-19) |
| 2020-2021 | 29 | 17 | 7  | -  | 3  | 2   | 67,2 | 105 | 77  | 39  | 3e de la division Est          | Éliminés au 3e tour        |
| 2021-2022 | 68 | 27 | 35 | -  | 1  | 5   | 44,1 | 206 | 264 | 60  | 3e de la division Est          | Éliminés au 1er tour       |
| 2022-2023 | 68 | 33 | 31 | -  | 3  | 1   | 51,5 | 234 | 281 | 70  | 2e de la division Est          | Éliminés au 1er tour       |
| 2023-2024 | 68 | 35 | 25 | -  | 4  | 4   | 57,4 | 247 | 229 | 78  | 3e de la division Est          | Éliminés au 2e tour        |

## Joueurs

### Numéros retirés
- 5 Gilbert Delorme (1978-1981)[40]
- 6 Jean-Marc Richard (1983-1987)
- 9 Patrice Tremblay (1985-1989)
- 14 Alain Côté (1974-1977)
- 15 David Desharnais[41] (2003-2007)
- 16 Normand Léveillé (1979-1981)
- 18 Sylvain Locas (1974-1978)
- 20 Marc Fortier (1983-1987)[42]
- 21 Guy Carbonneau (1976-1980)
- 23 Steve Gosselin (1990-1994) [43]
- 29 Félix Potvin (1988-1991)
- 33 Marc Denis (1994-1997)
- 35 Éric Fichaud (1992-1995)

## Personnel Hockey
- Président : Richard Létourneau
- Directeur-général : Yanick Jean
- Entraineur-chef : Yanick Jean

### Entraîneurs dans l'histoire de la formation
- 1973-1974, Germain Munger et Yvan Gingras ;
- 1974-1975 à 1976-1977, Yvan Gingras ;
- 1977-1978, Yvan Gingras, Guy Brassard et Jean-Charles Gravel ;
- 1978-1979 à 1979-1980, Orval Tessier ;
- 1980-1981 à 1981-1982, Michel Morin ;
- 1982-1983, Michel Morin et Germain Munger ;
- 1983-1984, Michel Parizeau ;
- 1984-1985, Mario Bazinet ;
- 1985-1986, Mario Bazinet et Pierre Sévigny ;
- 1986-1987 à 1989-1990, Gaston Drapeau ;
- 1990-1991 à 1992-1993, Joe Canale ;
- 1993-1994 à 1994-1995, Gaston Drapeau ;
- 1995-1996, Réal Paiement ;
- 1996-1997, Réal Paiement et Christian La Rue ;
- 1997-1998, Christian La Rue ;
- 1998-1999, Christian La Rue et Martin Daoust ;
- 1999-2000, Martin Daoust ;
- 2000-2001, Martin Daoust et Alain Rajotte ;
- 2001-2002, Alain Rajotte ;
- 2002-2003, Alain Rajotte et René Matte ;
- 2003-2004, René Matte, Yannick Jean et Richard Martel ;
- 2004-2005 à 2010-11, Richard Martel ;
- 2010-2011, Richard Martel et Guy Carbonneau ;
- 2011-2012 à 2012-2013, Marc-Étienne Hubert ;
- 2013-2014, Patrice Bosch ;
- Depuis 2014, Yanick Jean

### Gestionnaires
En date du 2 octobre 2015, la ville de Saguenay annonce la venue de nouveaux gestionnaires afin de terminer la saison de hockey. Le nouveau groupe de gestionnaires est composé de Richard Létourneau, Marc Denis, Gilles Couture et Jean-François Abraham. En 2017, le directeur des opérations, Serge Proulx, remporte le trophée John-Horman pour le directeur administratif de l'année dans la LHJMQ. C'est la troisième fois en six ans qu'il reçoit cet honneur.

### Mascotte
La mascotte des Saguenéens de Chicoutimi se nomme Sago. Elle a une apparence d'abeille avec ses deux antennes sur la tête. Elle porte le numéro 02 qui symbolise la région du Saguenay-Lac-Saint-Jean.

## Parties à la radio
C'est la station Énergie 94.5 qui diffuse les parties des Saguenéens de Chicoutimi.

## Rivalités
Depuis le retour des Remparts de Québec dans la LHJMQ, mais surtout depuis que Patrick Roy a pris les rênes de la formation, les Saguenéens de Chicoutimi et leurs adversaires de Québec se livrent une lutte sans merci. En 2008, pour la première fois depuis le printemps 2005, les deux équipes s'affrontaient en séries éliminatoires. Cette série passera à l'histoire non pas pour la qualité de son jeu, mais pour les événements disgracieux qui se sont produits sur la glace. En analogie aux événements du vendredi saint ayant opposé les Canadiens de Montréal aux défunts Nordiques de Québec en 1984, cette partie fut surnommée match du samedi saint, celui-ci s'étant produit la veille du jour de Pâques.
Le 22 mars 2008 au Centre Georges-Vézina de Chicoutimi, les Saguenéens ont l'avance 7-1 dans la deuxième rencontre de la série menée 1-0 par les Remparts. À ce moment, une mêlée éclate et tous les joueurs sur la patinoire y prennent part alors que le gardien auxiliaire des Remparts, Jonathan Roy, s'attaque au gardien des Saguenéens, Bobby Nadeau, qui souhaite visiblement éviter le combat. Le fils de l'entraîneur des Remparts, Patrick Roy, frappe à plusieurs reprises son adversaire avant de lancer des doigts d'honneur à la foule.
Patrick Roy est suspendu pour cinq rencontres, son fils Jonathan pour sept rencontres. D'autres joueurs des deux équipes sont aussi suspendus, dont aussi l'entraîneur-chef Richard Martel des Saguenéens. La série se termine en six parties en faveur des Remparts de Québec.
À la suite de ces événements, la Ministre québécoise de l'Éducation, des Loisirs et du Sports, Michelle Courchesne, met sur pied un comité visant à enrayer les bagarres du hockey junior majeur canadien. Bien que son initiative reçoit de prime abord l'appui de plusieurs politiciens et hommes de hockey influents, le discours change de teneur dans les semaines qui suivirent de la part de ces derniers, notamment du commissaire de la LHJMQ, Gilles Courteau.
Il est finalement important de dénoter une rivalité certaine, mais de moindre ampleur, avec le Drakkar de Baie-Comeau, rivalité tirant ses origines de la proximité géographique des deux équipes et de l'appartenance passée de plusieurs dirigeants des Saguenéens à la concession nord-côtière. Une autre rivalité existe dans une bien moindre mesure avec l'Océanic de Rimouski, dernière équipe complétant la section Telus-Est de la LHJMQ avec Baie-Comeau, Chicoutimi et Québec.

## Honneurs d'équipe
- Participations à la Coupe Memorial : (1991, 1994, 1997)
- Trophée Jean-Rougeau (champions de la saison régulière) : 1990-1991
- Coupe du président (champions des séries) : 1990-1991, 1993-1994